# Donja Dragotinja
Donja Dragotinja (en cirílico: Доња Драготиња) es una localidad de la municipalidad de Prijedor, Republika Srpska, Bosnia y Herzegovina.

## Población
| Composición de la Población - Localidad de Donja Dragotinja | Composición de la Población - Localidad de Donja Dragotinja | Composición de la Población - Localidad de Donja Dragotinja | Composición de la Población - Localidad de Donja Dragotinja | Composición de la Población - Localidad de Donja Dragotinja | Composición de la Población - Localidad de Donja Dragotinja |
| ----------------------------------------------------------- | ----------------------------------------------------------- | ----------------------------------------------------------- | ----------------------------------------------------------- | ----------------------------------------------------------- | ----------------------------------------------------------- |
|                                                             | 2013                                                        | 1991                                                        | 1981                                                        | 1971                                                        | 1961                                                        |
| Total                                                       | 510                                                         | 539 (100,0%)                                                | 529 (100,0%)                                                | 536 (100,0%)                                                | 460 (100,0%)                                                |
| Varones                                                     | 269                                                         | -                                                           | -                                                           | -                                                           | -                                                           |
| Mujeres                                                     | 241                                                         | -                                                           | -                                                           | -                                                           | -                                                           |
| Bosniacos                                                   | -                                                           | -                                                           | 1 (0,187%)                                                  | -                                                           | -                                                           |
| Serbios                                                     | 506                                                         | 521 (96,66%)                                                | 502 (94,90%)                                                | 527 (98,32%)                                                | 458 (99,57%                                                 |
| Croatas                                                     | 1                                                           | 3 (0,557%)                                                  | 2 (0,378%)                                                  | 6 (1,119%)                                                  | 2 (0,435%)                                                  |
| Bosnios                                                     | 1                                                           | 2 (0,149%)                                                  | 1 (0,066%)                                                  | -                                                           | 2 (0,116%)                                                  |
| Gitanos                                                     | -                                                           | -                                                           | -                                                           | -                                                           | -                                                           |
| Musulmanes                                                  | -                                                           | -                                                           | -                                                           | -                                                           | -                                                           |
| Albaneses                                                   | -                                                           | -                                                           | -                                                           | -                                                           | -                                                           |
| Yugoslavos                                                  | -                                                           | 7 (1,299%)                                                  | 22 (4,159%)                                                 | -                                                           | -                                                           |
| Ukranianos                                                  | -                                                           | -                                                           | -                                                           | -                                                           | -                                                           |
| Montenegrinos                                               | -                                                           | -                                                           | -                                                           | -                                                           | -                                                           |
| Eslovenos                                                   | -                                                           | -                                                           | -                                                           | -                                                           | -                                                           |
| Ortodoxos                                                   | -                                                           | -                                                           | -                                                           | -                                                           | -                                                           |
| Macedonios                                                  | -                                                           | -                                                           | -                                                           | -                                                           | -                                                           |
| Húngaros                                                    | -                                                           | -                                                           | -                                                           | -                                                           | -                                                           |
| Otros                                                       | -                                                           | 8 (1,484%)                                                  | 3 (0,567%)                                                  | 2 (0,373%)                                                  | -                                                           |
| Sin declarar                                                | 2                                                           | -                                                           | -                                                           | -                                                           | -                                                           |
| Desconocidos                                                | 1                                                           | -                                                           | -                                                           | -                                                           | -                                                           |